# Raisins secs et amandes
Raisins secs et amandes (en yiddish ראָזשינקעס מיט מאַנדלען, Rozhinkes mit Mandlen) est une berceuse juive, tirée de la comédie musicale Shulamith, écrite en yiddish par Abraham Goldfaden en 1880. Elle est devenue si connue qu'elle a acquis le statut de chanson populaire. Elle a été enregistrée aussi bien de façon vocale qu'instrumentale par de nombreux artistes parmi lesquels Marie Laforêt (sous le titre « La Berceuse »), Itzhak Perlman, Benita Valente et Dudu Fisher.
Dans cette berceuse, la maman prophétise à son jeune enfant la richesse en tant que commerçant, en reprenant le métier familial. Les raisins secs et les amandes sont le symbole de la douceur de la vie.

## Le poème
| Yiddish | Français |
| --- | --- |
| In dem Beys-Hamikdesh In a vinkl kheyder Zitst di almone, bas-tsien, aleyn Ir ben yokhidl Yidelen vigt zi keseyder Un zingt im tsum shlofn a ledele sheyn. Ai-lu-lu Unter Yidele's vigele Shteyt a klor-vays tsigele Dos tsigele is geforn handlen Dos vet zayn dayn baruf Rozhinkes mit mandlen Slof-zhe, Yidele, shlof. In dem lidl mayn kind, Lign fil nevues Az du vest amol zayn tsezeyt oyf der velt. A soykher vest du zayn fun ale tvues, Un vest fardinen in dem oykh fil gelt. Ai-lu-lu Un az du vest raykh Yidele. Zolst du zikh dermonen in dem lidele. Rozhinkes mit mandlen, Dos vet zayn dayn baruf. Yidele vet alts ding handlen, Shlof-zhe, Yidele, shlof | Dans le Temple, Dans un coin d'une chambre, Est assise, seule, la fille de Sion, veuve. Elle berce son unique fils, Yidele, pour l'endormir, Avec une douce berceuse. Ai-lu-lu Sous le berceau de Yidele Se trouve une petite chèvre blanche comme neige. Elle a été au marché pour vendre Des raisins secs et des amandes. Ce sera aussi le métier de Yidele, Dors, Yidele, dors. Dans ce joli chant, mon enfant, Se trouvent de nombreuses merveilles. Quand plus tard, tu seras, Éloigné de par le monde, Un marchand de toutes sortes de grains, Gagnant par ton commerce beaucoup d'argent. Ai-lu-lu Et quand tu deviendras riche, Yidele, Souviens-toi de cette berceuse. Raisins secs et amandes, Ce sera ton métier, Tu seras un marchand de tous ces produits, Mais maintenant, dors, Yidele, dors. |

## Discographie
- Tradition: chef d'orchestre: Dov Seltzer; Orchestre: Israel Philharmonic Orchestra; Audio CD 1987; label: EMI; ASIN: B000002RPA
- Raisins and Almonds: Jewish Folk Songs : chanteuse: Martha Schlamme; Audio CD (January 17, 1996); Label: Vanguard Classics; ASIN:B000006297
- Raisins and Almonds: chanteur: Mandy Patinkin; compositeur: Abraham Goldfaden, Henry Lefkowitch, Stanley Lionel; 24 février 1998; Label: Nonesuch; ASIN: B0011ZYF2M
- Rozhinkes Mit Mandlen (Raisins and Almonds): Orchestre: Metropolitan klezmer; 19 septembre 2000; Label: Rhythm Media Records;  ASIN: B0012KLB4G
- Hebrew Melody: Jewish Music for Violin & Piano: interprètes: Simon Over et Miriam Kramer; Audio CD (May 20, 1997); Label: Quicksilva Records; ASIN: B000001HPV
- Rozhenkes Mit Mandlen (Raisins and Almonds): chanteur: Mark Olf; 1er janvier 1951; Label: Folkways Records; ASIN: B000S4FYVI
- Raisins & Almonds: chanteuse: Lucie Skeaping; Audio CD (12 décembre 1995);  Label: Saydisc; ASIN: B00000453A
- Raisins et Amandes / Rozhinkes mit Mandlen: chanteurs: Isabelle Durin, Michaël Ertzscheid; 4 mars 2008; Label: Jade/Milan Records; ASIN: B0014EVX9S